# Nils Hultgren
Nils Edvin Theodor Hultgren, född 5 juli 1902 i Stockholm, död 7 oktober 1952 i Storkyrkoförsamlingen, Stockholm, var en svensk skådespelare.
Hultgren scendebuterade 1920. Mellan 1934 och 1952 medverkade han i elva uppsättningar vid Dramaten. Hultgren är begravd på Skogskyrkogården i Stockholm.

## Filmografi i urval
- 1932 – Jag gifta mig – aldrig
- 1937 – Konflikt
- 1937 – Snövit och de sju dvärgarna (röst i originaldubb)
- 1938 – Kamrater i vapenrocken
- 1939 – Efterlyst
- 1939 – I dag börjar livet
- 1940 – Vi tre
- 1944 – Prins Gustaf
- 1944 – Hets
- 1944 – Den osynliga muren
- 1944 – Hemsöborna
- 1944 – Gröna hissen
- 1945 – 13 stolar
- 1946 – Det regnar på vår kärlek
- 1946 – Hotell Kåkbrinken
- 1946 – Kärlek och störtlopp
- 1946 – Johansson och Vestman
- 1946 – Kris
- 1947 – Här kommer vi
- 1947 – Livet i Finnskogarna
- 1948 – Lars Hård
- 1948 – Marknadsafton
- 1949 – Bohus Bataljon
- 1949 – Lång-Lasse i Delsbo
- 1949 – Människors rike
- 1949 – Bara en mor
- 1949 – Hin och smålänningen
- 1949 – Gatan
- 1950 – Mamma gör revolution
- 1950 – Sånt händer inte här
- 1950 – Rågens rike
- 1951 – Biffen och Bananen
- 1952 – Ubåt 39
- 1953 – Ursula – flickan i finnskogarna
- 1953 – Sommaren med Monika

## Teater

### Roller
| År   | Roll                  | Produktion                                                 | Regi          | Teater            |
| ---- | --------------------- | ---------------------------------------------------------- | ------------- | ----------------- |
| 1923 | Robert Strömberg      | Kusin Teodor (Die Goldgrube) Carl Laufs och Wilhelm Jacoby | John Norrman  | Lilla Folkteatern |
| 1929 | Fritz                 | Skrivmaskinsfröken Fredrik Lindholm                        | Hugo Bolander | Lilla Folkteatern |
| 1930 | Gustaf Ålin           | En herrgårdssägen Selma Lagerlöf                           | Einar Fröberg | Mindre teatern    |
| 1932 | Gilly, inbrottstjuv   | Tjuvar och hedersmän (Turn To the Right!) Winchell Smith   | Oscar Lund    | Folkteatern       |
| 1932 | Nils Kall, läkare     | Onsdagsflickan (Peter den store) Paul Sarauw               | Albert Ranft  | Folkteatern       |
| 1932 | Zehngraf              | Pengar på banken (Tanz der Millionen) Fritz Löhner-Beda    | Erik Berglund | Folkteatern       |
| 1934 | Tinker                | En hederlig man Sigfrid Siwertz                            | Alf Sjöberg   | Dramaten          |
| 1950 | Tredje mannen Bonden  | Brand Henrik Ibsen                                         | Alf Sjöberg   | Dramaten          |
| 1950 | Mannen med skosnörena | Tokiga grevinnan (La Folle de Chaillot) Jean Giraudoux     | Olof Molander | Dramaten          |

## Radioteater

### Roller
| År   | Roll                       | Produktion                                                  | Regi               |
| ---- | -------------------------- | ----------------------------------------------------------- | ------------------ |
| 1940 |                            | En gammal symaskin Moa Martinson                            | Lars Madsén        |
| 1940 | Lättfota-Lasse, brevbärare | När nämndemansmoras Ida skulle bortgiftas Nanna Wallensteen | Carl Barcklind     |
| 1942 | En chaufför                | Herr Dillman får besök Bigi Wennberg och Gösta Rybrant      | Carl-Otto Sandgren |
| 1950 | Ett vittne                 | Hillmans detektivbyrå: Vattengraven Folke Mellvig           | Lars Madsén        |
| 1952 | Stefan                     | Hillmans semester: Som man ropar i skogen... Folke Mellvig  | Lars Madsén        |

### Fotnoter
1. 1 2  ”Nils Hultsgren”. Svensk Filmdatabas. http://www.sfi.se/sv/svensk-filmdatabas/Item/?type=PERSON&itemid=59705&ref=%2ftemplates%2fSwedishFilmSearchResult.aspx%3fid%3d1225%26epslanguage%3dsv%26searchword%3dnils+hultgren%26type%3dPerson%26match%3dBegin%26page%3d1%26prom%3dFalse. Läst 28 april 2014.
2. ↑  ”Nils Hultgren”. Dramaten. http://www.dramaten.se/dramaten/medverkande/Rollboken/?qType=person&value=3268. Läst 19 augusti 2012.
3. ↑  ”Kusin Theodor”. Musik- och Teaterverket. https://calmview.musikverk.se/CalmView/Record.aspx?src=CalmView.Performance&id=P13011&pos=3. Läst 25 juli 2025.
4. ↑  ”Scen och Film”. Dagens Nyheter:  s. 11. 3 maj 1929. https://arkivet.dn.se/tidning/1929-05-03/119/11. Läst 6 augusti 2025.
5. ↑  ”Teater Musik och Film”. Dagens Nyheter:  s. 16. 14 december 1930. https://arkivet.dn.se/tidning/1930-12-14/340/16. Läst 24 januari 2021.
6. ↑  Bo Bergman (17 januari 1932). ”'Tjuvar och hedersmän' på Folkteatern”. Dagens Nyheter:  s. 4. http://arkivet.dn.se/arkivet/tidning/1932-01-17/15/4. Läst 3 januari 201.
7. ↑  ”Teater Musik Film”. Dagens Nyheter:  s. 7. 11 februari 1932. http://arkivet.dn.se/arkivet/tidning/1932-02-11/40/7. Läst 3 januari 201.
8. ↑  ”Teater Musik Film”. Dagens Nyheter:  s. 12. 16 september 1932. http://arkivet.dn.se/arkivet/tidning/1932-09-16/252/12. Läst 16 mars 2016.
9. ↑  ”Radioprogrammet”. Dagens Nyheter:  s. 14. 14 juli 1940. http://arkivet.dn.se/arkivet/tidning/1940-07-14/189/14. Läst 29 januari 2016.
10. ↑  ”Radioprogrammet”. Dagens Nyheter:  s. 20. 29 december 1940. http://arkivet.dn.se/arkivet/tidning/1940-12-29/355/20. Läst 29 januari 2016.
11. ↑  ”Radioprogrammet”. Dagens Nyheter:  s. 20. 14 februari 1942. http://arkivet.dn.se/arkivet/tidning/1942-02-14/43/20. Läst 30 januari 2016.
12. ↑  ”Radioprogrammet”. Dagens Nyheter:  s. 14. 29 juli 1950. https://arkivet.dn.se/tidning/1950-07-29/201/14. Läst 19 december 2021.
13. ↑  ”Radioprogrammet”. Dagens Nyheter:  s. 18. 20 september 1952. https://arkivet.dn.se/tidning/1952-09-20/256/20. Läst 19 december 2021.